# Gambettola
Gambettola est une commune de la province de Forlì-Cesena en Émilie-Romagne (Italie).

## Géographie
Située en bordure de la Via Emilia, entre Césène et Rimini, à une altitude de 31 mètres.

## Histoire
L'origine de Gambettola remonterait au temps des Romains. Connue des cités voisines sous le surnom de "e bosk" (il bosco) (le bois), on retrouve une citation d'un poète datant de 1371 qui parlait de "castello del Bosco" en faisant référence à cette bourgade.

## Économie

### Les ferrailleurs

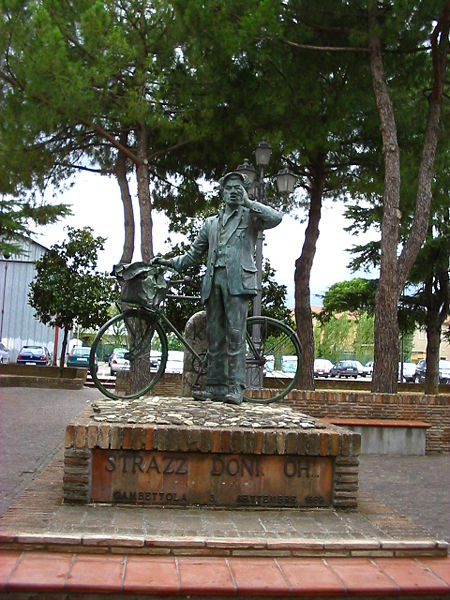
Statue d'un « chiffonnier » au centre de Gambettola.

Gambettola est reconnue, dans toute la Romagne, comme « capitale des ferrailleurs ». Déjà, il y a plus de deux siècles, des « chiffonniers » partaient de cette ville pour aller chercher, à travers la région, les vieux chiffons, peaux de lapin et tout ce qui pouvait être recyclé.
Ce métier était en activité dans tous les pays d’Europe et principalement en France, en Italie. En témoigne le patrimoine accumulé par ceux qui exerçaient cette profession ; ce métier était relativement rentable et honorable contrairement à l’apparence qu’il inspirait au citoyen de l’époque.
(Aujourd’hui, le terme chiffonnier est devenu péjoratif avec la disparition des vieux métiers, pour être attribué à ceux qui font les poubelles pour subvenir à leurs besoins les plus élémentaires.)
Après la Seconde Guerre mondiale, Gambettola s'est spécialisée dans la récupération de la ferraille en tous genres ; c'est ce qui lui doit son expansion et sa richesse.
La ville est devenue le paradis des collectionneurs d'automobiles et motos anciennes, qui se retrouvent principalement à la grande foire des échanges qui se déroule en mai et en septembre.

### Impression artisanale

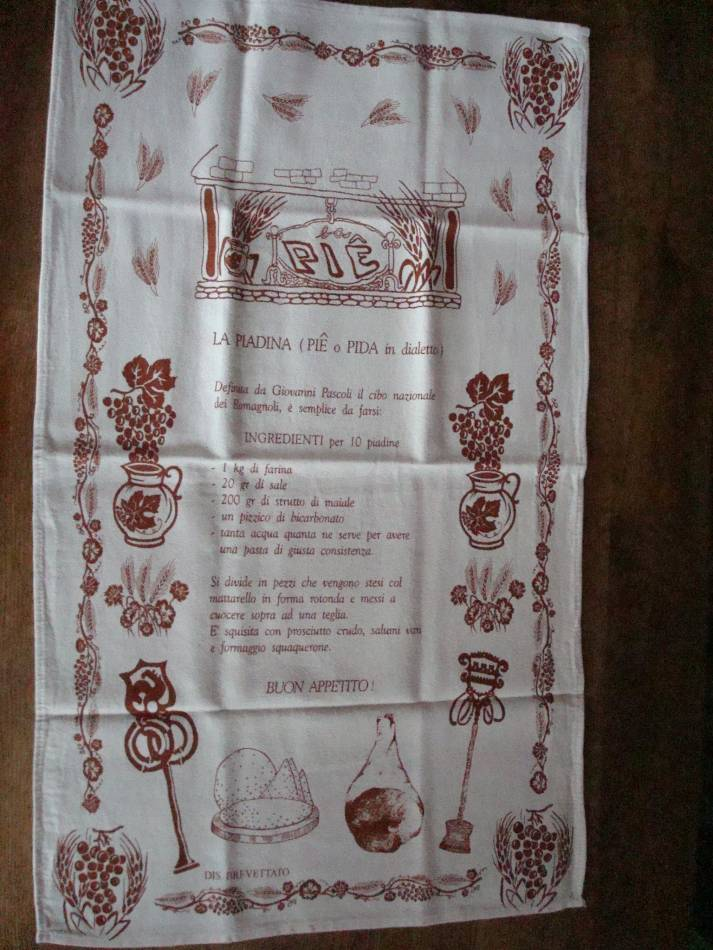
Linge estampé avec des motifs régionaux

Impression manuelle sur tissu par estampage à l’aide d’un modèle obtenu par xylographie, c’est-à-dire une gravure ciselée sur bois (fruitier en principe) et imprégnée d’une encre obtenue par un mélange de vinaigre de vin, farine et rouille (oxyde de fer) obtenue à partir de fer doux oxydé. La couleur traditionnelle est la couleur rouille mais, chaque artisan a son secret de fabrication et ajoute plusieurs ingrédients pour obtenir diverses couleurs (bleu et vert) et qualités d’impression. Cette tradition, typiquement romagnole, se transmet de génération en génération depuis le début du XVIIIe siècle.
Ces impressions étaient destinées aux familles modestes. Les tissus utilisés à l’origine étaient grossiers mais robustes pour le linge de table (chanvre), puis plus raffinés pour les nappes et dessus de lit (Toile de lin ou coton).
Les ateliers d’estampage se trouvent encore à Gambettola, Cesenatico, Santarcangelo di Romagna, Castrocaro Terme, Meldola et Rimini. L’impression manuelle se reconnaît à l’imperfection des tracés et des couleurs, alors que les procédés par sérigraphie donnent des résultats plus nets et plus rapides à mettre en œuvre.

## Fêtes, foires
- Marché tous les jeudis matin dans le centre-ville.

- Foire à la Brocante-Antiquaire: 2e semaine de mai, 1er semaine de septembre.

- Carnaval et défilé de chars : lundi de Pâques et le dimanche suivant.

- Jour de fête patronale le 8 septembre.

## Administration
| Période                                  | Période  | Identité       | Étiquette | Qualité |
| ---------------------------------------- | -------- | -------------- | --------- | ------- |
| 14 juin 2004                             | En cours | Iader Garavina |           |         |
| Les données manquantes sont à compléter. |          |                |           |         |

### Communes limitrophes
Césène, Cesenatico, Gatteo, Longiano

### Évolution démographique
Habitants recensés

### Ethnies et minorités étrangères
Selon les données de l’Institut national de statistique (ISTAT) au 1er janvier 2011 la population étrangère résidente était de 1075 personnes.
Les nationalités majoritairement représentatives étaient :
| Pos. | Pays     | Population |
| ---- | -------- | ---------- |
| 1    | Bulgarie | 254        |
| 2    | Maroc    | 202        |
| 3    | Albanie  | 132        |
| 4    | Roumanie | 108        |

## Jumelages
- Montichiari (Italie)